# Filmtechnika
A filmtechnika története.

## A kezdetek
Milyen eseményeket tekinthetünk a filmvetítés létrejöttének technikai vívmányai között?
- 1485. Leonardo da Vinci: Vetítőlencse feltalálása
- 1643. Athanasius Kircher jezsuita atya: A fény és az árny nagy művészetéről c. könyvben a vetített képről
- 1798, Párizs, Robertson: vetített képek egy kapucinus kolostor pincéjében, lencsék mozgatásával az alak megmozdul!

## Vizuális érzékelés
A vizuális érzékelés, stroboszkopikus hatások (mozgás illúzióját keltő)
- 1830. Faraday-kerék
- 1830. John Hershet: az első rajzos optikai játék
- 1832. Joseph Plateau (belga fizikus): Phenakistiskop, kartontárcsa közepén tükörrel, amelynek nyílásain (10 db) át nézve figurák mozgásokat végeznek
- 1834. Horner (angol): Zootrop „életkerék” (kartonszalagon képek), amely a legdivatosabb játék lett a maga korában
- 1860. Elméleti áttörés: Hermann Helmholtz német fiziológus: nála lett a stroboszkópia tudományos kutatás tárgya.

## Sztroboszkóp egyesítése a vetítéssel
- 1853. Franz von Mekatins altábornagy (osztrák): Kinesticope: azaz a Zootrope alakjainak kivetítése
- 1870. Coleman Sellers (amerikai): a forgó kerékbe fényképeket helyezett
- 1870. Henry Renno Heyl: ehhez hozzátette Franz von Mekatins vetítőkészülékét
- 1874. P. Janssen (francia csillagász): csillagászati revolvere, Daguerre-féle alkalmazása, amellyel minden 72. másodpercben egy felvételt készített, így örökítette meg a Vénusz átvonulását a Nap előtt!
- 1877. Charles Emil Reynaud: Praxinoscope, tükörberendezéssel vászonra tudott vetíteni, üveglemezre festett képek ezek, amelyeket szövet anyaggal kapcsol össze. Ő használt először filmorsót!
- 1878. Eadweard Muybridge (San Franciscó-i fényképész): 24 fényképezőgéppel egy vágtató lóról sorozat felvételt készít
- 1881. ezeket a felvételeket Reynaud gépébe helyezte
- 1882. Etienne-Jules Marey (francia fiziológus): fényképező puska, a legelső mozgókép felvevőgép! Kör alakú lemezre 12 képet készített másodpercenként.
- 1892. Optikai színház C.E.Reynaud): az első folyamatos mozgóképvetítések a nagyközönség számára. Összesen 12 800 előadásuk volt, közel 500 000 néző előtt: Világító pantomimek (első igazi film) - ez 300 képből állt, 22 m hosszú volt és kb. 6-8 perc időtartamú

## Fényképezés
- 1823. Nicéphore Niepce: egy felvételt készített 14 órás expozíciós idővel
- 1839. Louis Daguerre: félórásra rövidült a megvilágítási idő
- 1851. Másodpercekre sikerült levinni kolloid módszerrel, nedves lemezre
- 1878. R. Maddox: 1/200 másodperces expozíciót tett lehetővé
- 1878. Abney: brómezüst, zselatinos szárazlemez eljárás

## Szakaszos mechanizmusok megteremtése
Alt, Bayer, Ray német tudósok és Cserbises orosz matematikus elméletei alapján!
- 1892. március 3. Georges Demenÿ: phonoscope (bioscope)[1]
- 1893. október 10. Demenÿ-féle csap (szakaszos mozgás) [2]

- 1893. A máltai kereszt
- 1893. Marey: primitív szakaszos mozgás létrehozása

## A filmszalag feltalálása
- 1879. Az első fényképészeti film: Ferrier
- 1881. Lumière fivérek: ezüst-bromid alapú száraz fényképészeti lemez
- 1882. Moszkva, I. Boldírjev: éghetetlen, átlátszó, elasztikus anyaga
- 1884. D. Karbut: fényérzékeny réteggel bevont celluloid szalagot készít
- 1887. Graff és Jougla: celluloid tekercs ipari gyártásának kezdete
- 1888. O. Prince: perforált papír majd celluloid szalagja, másodpercenként 10-12 képet vett fel
- 1888. Thomas Alva Edison: Kinetoszkóp, perforált celluloid filmszalaggal (csak egy ember láthatta egyszerre, és a készülék elektromos izzólámpa felhasználásával készült) 1890-től 35 mm-es film használata. (Elsőként rögzített filmre mozgóképet.)

## Fényvetítés és elektromos energia
- 1870. C. Chevalier (párizsi), Voigtländer (bécsi): fényképészeti objektív
- 1889. O. Prince és V.F. Grip objektíves vetítőgépe, valamint a negatív és pozitív folyamat kidolgozása

## Filmvetítés megszületése
- 1895. február Auguste és Louis Lumière szabadalmaztatta a kinematográfot, amely egyszerre volt felvevő, vetítő és másoló eszköz. Az alábbi három alapvető technikai újítást használta fel:

1. Marey: képszalag szakaszos mozgása, felvétel és a vetítés megfordíthatósága
2. Georges Demenÿ: szakaszos továbbítás, műszaki megoldások
3. T.A. Edison: 35 mm-es képméret, filmszalag perforálása

- 1895. március 22. az első film bemutatója Párizsban a Nemzeti Iparpártoló Társulatnak
- 1895. június vetítések Lyonban
- 1895. december 28. Párizs, Boulevard des Capucines: Grand Café indiai szalonjában, egy alagsori biliárdteremben - az első belépődíjas előadás (11db 1-2 perces film)

## További technikai újítások
A további technikai lépések címszavakban:
- 1900. Gaumont – az első keskenyfilmes gép, a 15 mm-es „zsebkrono” (chrono de poche), Demenÿ szabadalmának felhasználásával
- 1911. Eugéne Lauste (Angliában) – az első hangos film, benne hangos résszel
- 1927. január 23. A dzsesszénekes (USA) az első teljes estés hangosfilm)
- 1915. Technicolor (színes) eljárás létrejötte (másolatok nyomás segítségével)
- 1922. 16 mm-es film első alkalmazása
- 1925. A fekete kalóz (USA) az első színes film
- 1935. Kodakrom eljárás - három egymásra helyezett emulzióréteg

935. Rouben Mamoulian: Hiúság vására, az ezzel a technikával készült első egész estés film.
- 1938. kísérleti vetítések térhatás elérésére - szemüveggel nézve (USA, Németország, Szovjetunió)